# Schloss Detzel

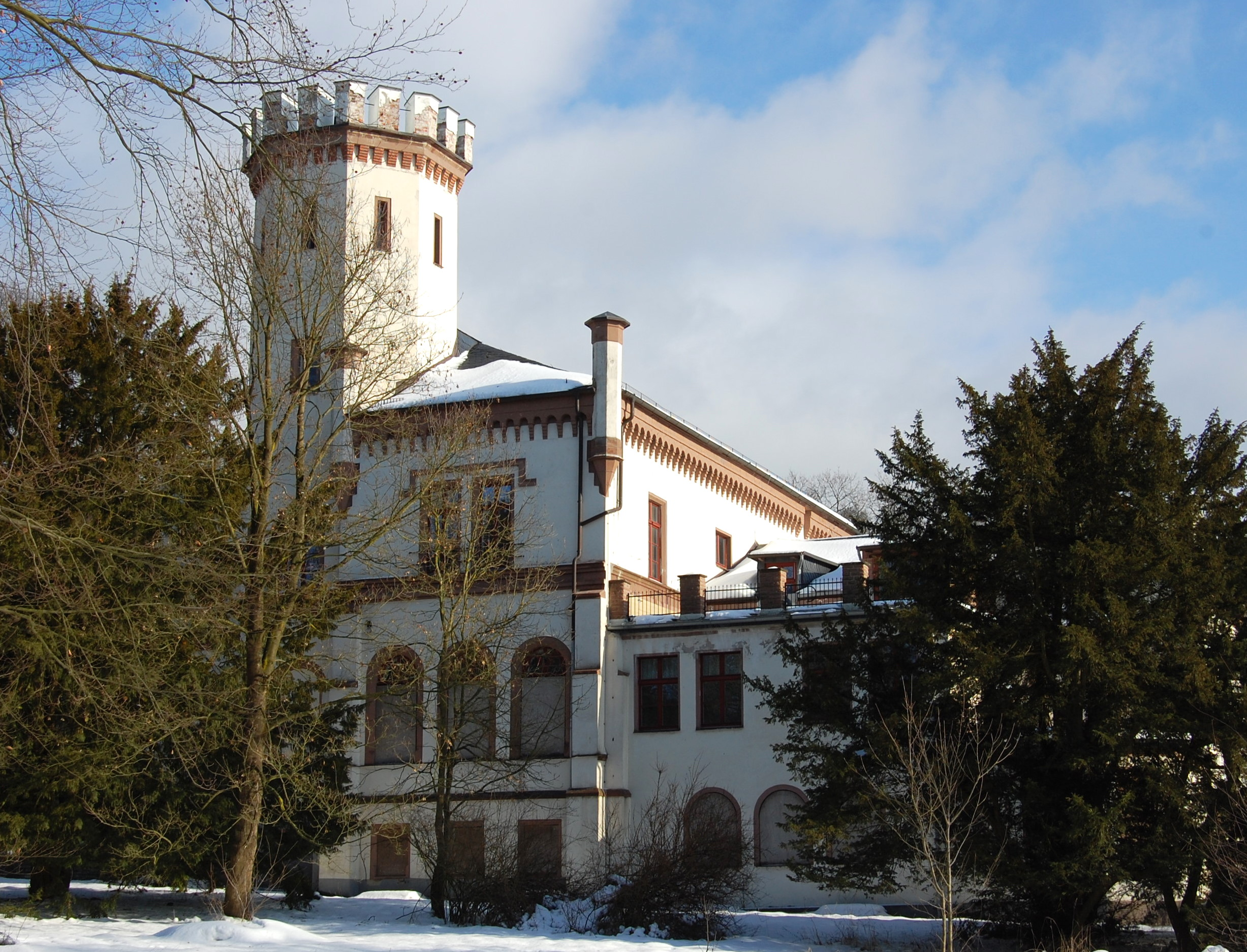
Schloss Detzel

Das Schloss Detzel ist ein Jagdschloss in Detzel nördlich von Haldensleben in Sachsen-Anhalt.

## Lage
Das Schloss steht östlich der Straße von Haldensleben nach Satuelle in einem Waldgebiet. Westlich des Schlosses liegt das Gut Detzel, welches zeitweise als Wirtschaftshof des Schlosses diente.

## Geschichte
Der Bau des Schlosses erfolgte 1844 als Jagdschloss nach Plänen von Carl Friedrich Schinkel. Andere Berichte behaupten, dass das Schloss auf eine Skizze des Königs Friedrich Wilhelm IV. zurückgeht. Bauherr war der Besitzer des Gutes Detzel, Baron Hermann von Bonin (1808–1859). Nach dessen Tod erbte seine Tochter Adolphine von Bonin das Schloss und schenkte es Johanne Nathusius zur Gründung eines Heimes für geistig Behinderte. Ab 1864 war Schloss Detzel dann eine Außenstelle der Neinstedter Anstalten und bot Platz für zeitweise mehr als 70 Bewohner. Die ersten sieben Kinder zogen am 5. Januar 1864 in das Schloss ein. Die feierliche Weihe des zunächst als Asyl Kreuzhilfe geführten Hauses erfolgte am 26. Januar 1864. Heute leben die Bewohner in Calvörde, sie haben einen neuen Wohnkomplex bekommen.
Das Schloss stand nach der Aufgabe des Standortes Detzel durch die Neinstedter Anstalten seit 2002 leer. 2010 wurde das Schloss verkauft und ab November 2011 durch die neuen Eigentümer renoviert. Die Renovierung ist im Oktober 2012 abgeschlossen worden und die Gebäude sind durch die neuen Eigentümer bezogen worden. Das Schloss dient heute als Produktionsstandort der SHP Steriltechnik AG, bietet aber auch als Außenstelle des Standesamtes Haldensleben, die Möglichkeit, sich im historischen Jagdzimmer oder im Park trauen zu lassen.
Ab dem 1. Januar 2019 ist Schloss Detzel keine anerkannte Außenstelle des Standesamtes Haldensleben – es werden keine Trauungen mehr durchgeführt.

## Architektur
Das Schloss verfügt über einen unregelmäßigen Grundriss. Auch das Gebäude selbst ist in romantischer, verspielter Weise verschachtelt. Über dem Souterrain des aus Ziegelsteinen errichteten, verputzten Baus befinden sich zwei weitere Etagen. Auffällig sind betonte Gurtgesimse und Konsolenfriese. An der nordwestlichen Seite des Hauses steht ein achteckiger, das gesamte Anwesen prägender Turm.
Im Inneren ist in einigen Teilen noch die originale Ausstattung der Entstehungszeit erhalten. So bestehen ein achteckiges Zimmer mit einer hölzernen Vertäfelung und eine Turmstube mit achtteiligem aus Holz gefertigten Rippengewölbe.
Umgeben ist das Schloss von einem parkartigen Eichenwald.